# Virgin Radio Groove
Virgin Radio Groove war eine Radiostation in Großbritannien und ein Schwestersender von Virgin Radio.
Der Sender wurde unter dem Namen The Groove ins Leben gerufen und 2004 in Virgin Radio Groove umbenannt. Empfangen werden konnte der Sender online als Stream und im Raum London über DAB.
Zum Ende des Jahres 2007 sollte Virgin Radio Groove ursprünglich abgeschaltet werden, setzte sein Programm aber noch bis zum 4. April 2008 fort.